# Santiago (Tavira)
A Freguesia de Santiago é uma antiga freguesia portuguesa do Município de Tavira, com 25,70 km² de área, 6297 habitantes (2011) e densidade de 245 hab./km². Com a reorganização administrativa de 2012, foi integrada na União das Freguesias de Tavira (Santa Maria e Santiago).
Os principais sítios desta freguesia são: Asseca (este sítio é, ainda, partilhado pelas freguesias de Santa Maria e Santo Estêvão), Bernardinheiro, Fojo, Foz, Pedras D'El Rei, Pêro Gil, Santa Margarida e São Pedro.

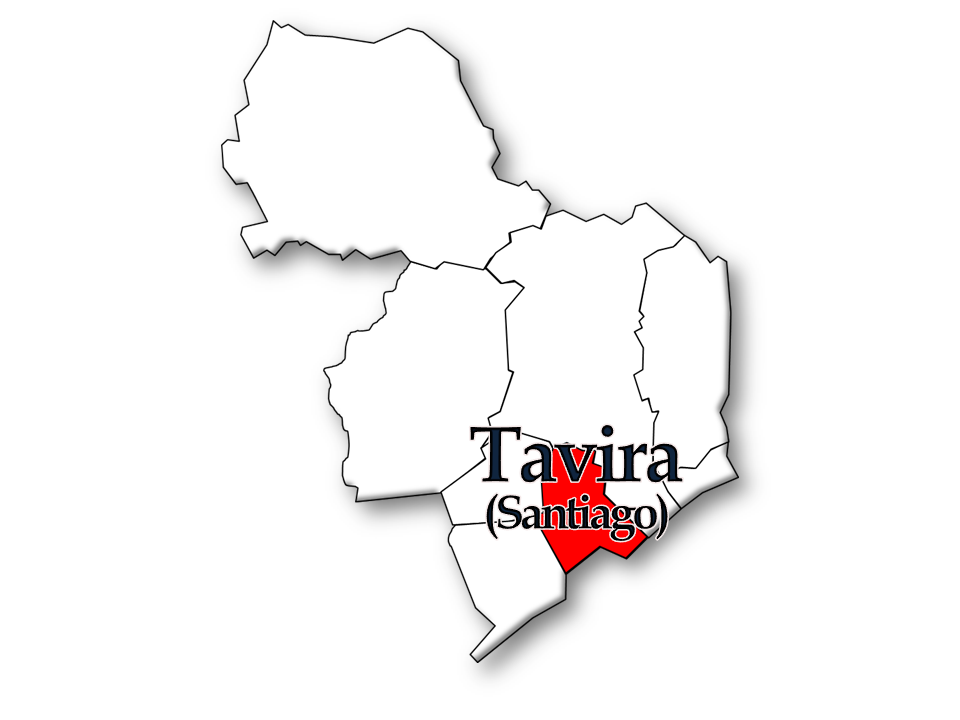
Localização da antiga freguesia de Santiago no Município de Tavira

## População
| População da freguesia de Tavira (Santiago) | População da freguesia de Tavira (Santiago) | População da freguesia de Tavira (Santiago) | População da freguesia de Tavira (Santiago) | População da freguesia de Tavira (Santiago) | População da freguesia de Tavira (Santiago) | População da freguesia de Tavira (Santiago) | População da freguesia de Tavira (Santiago) | População da freguesia de Tavira (Santiago) | População da freguesia de Tavira (Santiago) | População da freguesia de Tavira (Santiago) | População da freguesia de Tavira (Santiago) | População da freguesia de Tavira (Santiago) | População da freguesia de Tavira (Santiago) | População da freguesia de Tavira (Santiago) |
| ------------------------------------------- | ------------------------------------------- | ------------------------------------------- | ------------------------------------------- | ------------------------------------------- | ------------------------------------------- | ------------------------------------------- | ------------------------------------------- | ------------------------------------------- | ------------------------------------------- | ------------------------------------------- | ------------------------------------------- | ------------------------------------------- | ------------------------------------------- | ------------------------------------------- |
| 1864                                        | 1878                                        | 1890                                        | 1900                                        | 1911                                        | 1920                                        | 1930                                        | 1940                                        | 1950                                        | 1960                                        | 1970                                        | 1981                                        | 1991                                        | 2001                                        | 2011                                        |
| 3 796                                       | 4 434                                       | 4 806                                       | 5 193                                       | 5 417                                       | 4 827                                       | 5 394                                       | 5 179                                       | 6 679                                       | 5 383                                       | 4 159                                       | 5 990                                       | 5 224                                       | 5 904                                       | 6 297                                       |

; 
;                
;

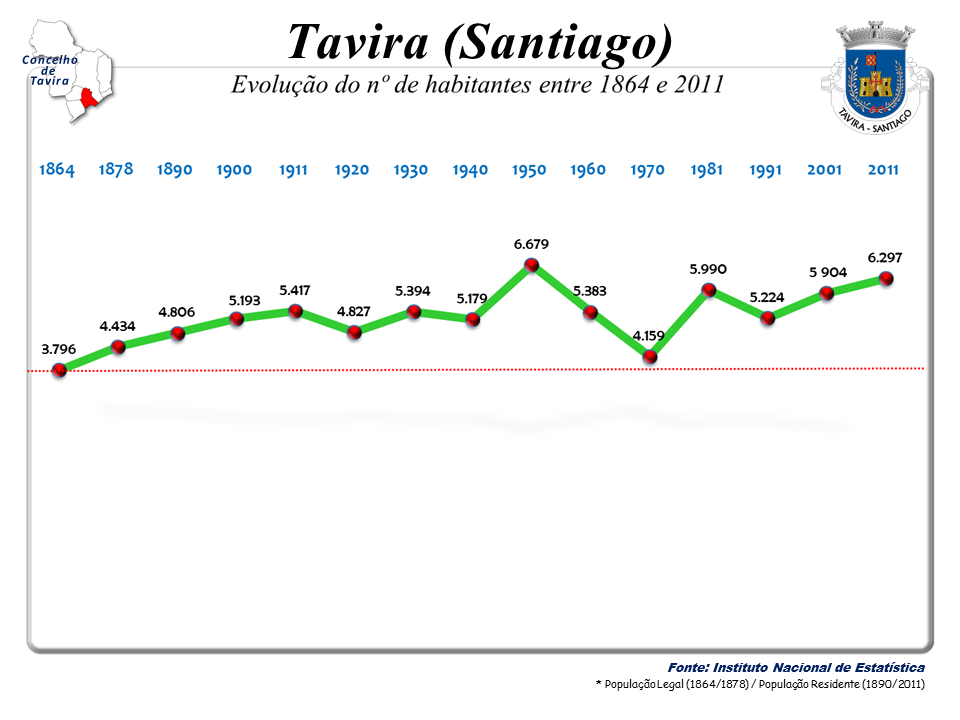
Evolução da População 1864 / 2011

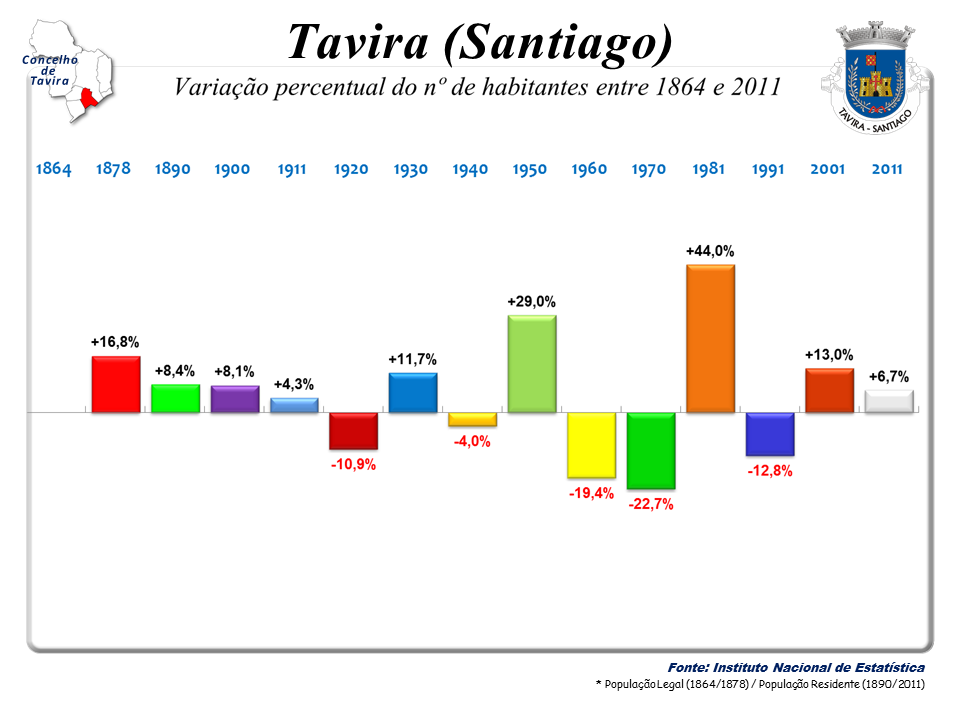
Variação da População 1864 / 2011

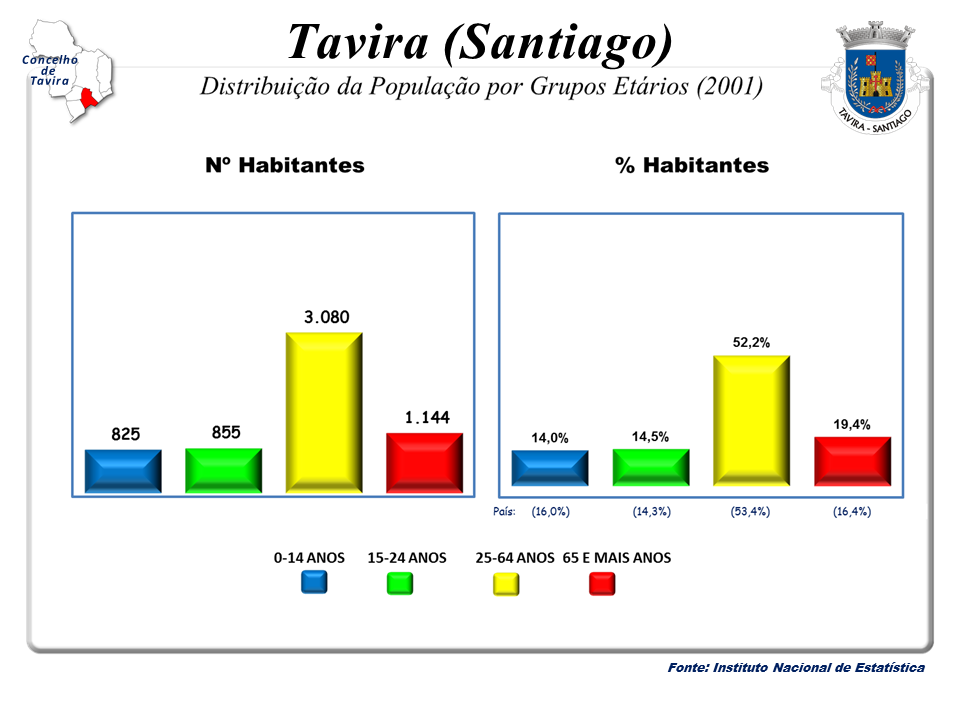
A População em 2001

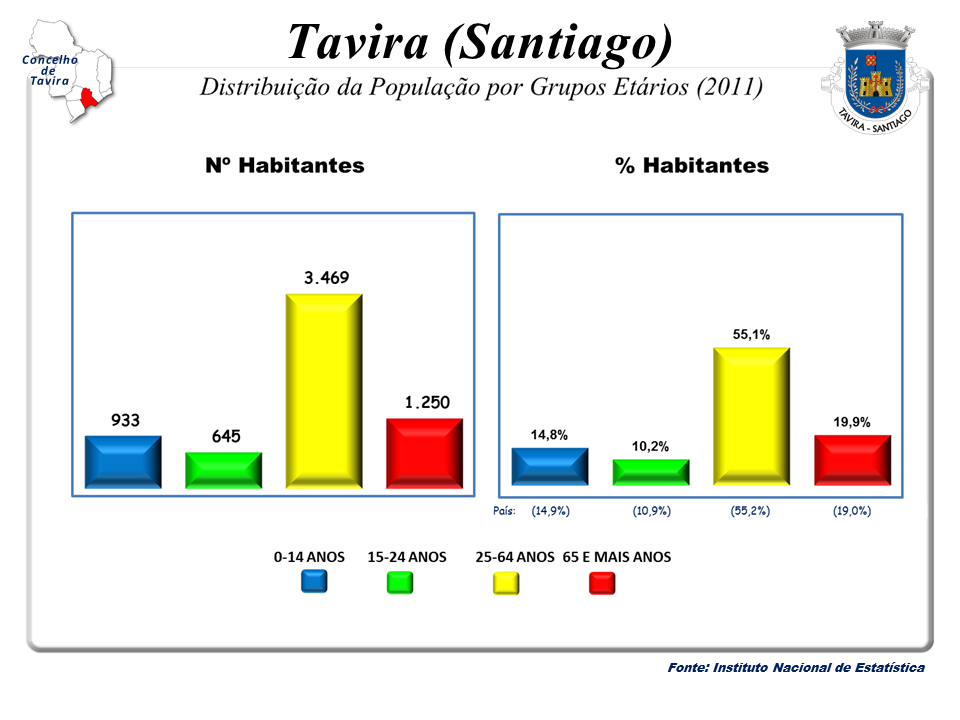
A População em 2011

Com lugares desta freguesia foi criada em 1984 a freguesia de Santa Luzia

## Património

### Igrejas, Ermidas e Conventos
- Igreja de Santiago
- Igreja de São Francisco ou Convento de São Francisco
- Igreja de Santo António
- Igreja de São José do Hospital ou Igreja do Espírito Santo
- Capela de São Sebastião
- Capela de Nossa Senhora da Consolação
- Ermida de Nossa Senhora das Angústias ou Ermida do Senhor do Calvário
- Convento das Bernardas ou Convento de São Bernardo ou Convento de Nossa Senhora da Piedade
- Ermida de São Roque

### Outras edificações
- Castelo de Tavira (muralhas)
- Quartel da Atalaia
- Casas da Família Guerreiro (arquiteto: Raul Lino)
- Edifício na Rua Dr. Miguel Bombarda, nºs 47, 49 e 51